# Oxyagrion pavidum
Oxyagrion pavidum is een libellensoort uit de familie van de waterjuffers (Coenagrionidae), onderorde juffers (Zygoptera).
De wetenschappelijke naam van de soort is voor het eerst geldig gepubliceerd in 1876 door Hagen in Selys.